# Bungemuseet
Bungemuseet er et kulturhistorisk frilandsmuseum i Bunge sogn, et par kilometer vest for Fårösund på det nordlige Gotland.
Bungemuseet blev grundlagt i 1907 af Theodor Erlandsson. Allerede i 1906 blev det besluttet at bygge en kulturhistorisk museum. Et stald med gammeldags tal fra begyndelsen af 1600-tallet skulle rives ned, og d. 18. september 1906 blev det annonceret i lokalavisen Gotland Allehanda for at redde bygningen og etablere et kulturhistorisk museum, hvor flere bygninger kunne reddes. I 1907 opnåede man første milepæl ved erhvervelse af et stykke land, hvor museet blev bygget.. Den tilhørte oprindelig Bunge Kirke og blev anvendt som agerjord og græsarealer. I 1908 blev Lunderhagestugan købt fra Fleringe sogn, og i 1909 blev den genopført på museumsområdet.
Bungesmuseet er et af Sveriges største frilandsmuseer med en stor samling af gårde og bygninger fra Gotland. Samlingen er opbygget omkring tre gårde fra 1600-, 1700- og 1800-tallet med huse og miljøer fra Gotland. På museet findes derudover forskellige andre kulturhistoriske bygninger og gårde fra landsbyer på Gotland, som viser byggeskik og levevilkår før 1990'erne.
Bungemuseet havde i 2012 lidt over 13.000 besøgende. Museet drives af Föreningen Kulturhistoriska Museet i Bunge, Gotland der har omkring 460 medlemmer.

## Galleri
- Lunderhagestugan med kors i gårdspladsen fra 1600-tallet
- Sandastugan, gård fra 1700-tallet
- 1800-talsgården
- Bådsmandstorpen fra Bäl
- Billedsten fra Hammars i Lärbro, sandsynligvis fra 700-tallet